# جولي غور
جولي غور (بالإنجليزية: Julie Gore)‏ هي لاعبة دارت بريطانية، ولدت في 5 أغسطس 1958 في ويلز في المملكة المتحدة.

## وصلات خارجية
- جولي غور على موقع DartsDatabase.co.uk (الإنجليزية)